# The Things They Believe
The Things They Believe es el tercer álbum de estudio de la banda británica de metalcore Loathe. El álbum fue lanzado el 7 de febrero de 2021 a través de SharpTone Records.
El álbum fue compuesto durante el encierro provocado por la pandemia de COVID-19 de 2020, se diferencia mucho de los trabajos anteriores del grupo al ser un álbum únicamente de piezas instrumentales de música ambiental. El álbum también incluye colaboraciones con el saxofonista de The 1975, John Waugh, el guitarrista de Parting Gift, Peter Vybiral, y Vincent Weight.

## Lista de canciones
| N.º | Título                                                              | Duración |  |
| 1.  | «The Things They Believe» (con John Waugh)                          | 2:03     |  |
| 2.  | «Don't Get Hurt»                                                    | 3:19     |  |
| 3.  | «"Do You -» (con John Waugh)                                        | 0:31     |  |
| 4.  | «Love in Real Time» (con John Waugh)                                | 2:07     |  |
| 5.  | «The Year Everything and Nothing Happened» (con Vincent Weight)     | 2:32     |  |
| 6.  | «- Remember -»                                                      | 1:27     |  |
| 7.  | «You Never Came Back» (con Vincent Weight)                          | 3:57     |  |
| 8.  | «Black Marble»                                                      | 3:32     |  |
| 9.  | «Keep Fighting the Good Fight» (con Peter Vybiral y Vincent Weight) | 8:59     |  |
| 10. | «Perpetual Sunday Evening»                                          | 2:21     |  |
| 11. | «- The Moment?"»                                                    | 0:56     |  |
| 12. | «The Rain Outside...» (con John Waugh y Vincent Weight)             | 3:45     |  |